# 小行星9354
小行星9354（英語：9354）是一颗围绕太阳公转的小行星。1991年11月11日，上田清二、金田宏在钏路市发现了此天体。
这颗小行星的绝对星等为352.838996207953等。